# Казанцев, Владимир Дмитриевич
Владимир Дмитриевич Казанцев (6 января 1923 — 22 ноября 2007) — советский легкоатлет, призёр Олимпийских игр. Заслуженный мастер спорта СССР (1951). Заслуженный тренер РСФСР.

## Биография
Родился 6 января 1923 года в посёлке Алексеевка Хвалынского района Саратовской области. 
В 1941 году ушёл на фронт, был контужен в боях на Калининском фронте. Впоследствии служил в кремлёвской охране, выступал за «Динамо» (Москва).
В 1946 году Владимир Казанцев стал чемпионом СССР в кроссе, в 1948, 1950 и 1951 годах — в беге на 5000 м, в 1951 — в беге на 10 000 м, в 1950, 1951, 1952 и 1953 годах — в беге на 3000 м с препятствиями. В 1952 году он в составе сборной СССР принял участие в Олимпийских играх в Хельсинки, и уверенно лидировал на дистанции 3000 м с препятствиями, но при преодолении ямы с водой в результате неудачного приземления порвал связку, и финишировал лишь вторым.
После Олимпийских Игр оставил большой спорт и перешел на тренерскую работу. Он преподавал военно-физическую подготовку в Академии МВД и Службе внешней разведки, был тренером сборной СССР по лёгкой атлетике на Олимпийских играх 1964 года.
Награжден орденом Трудового Красного Знамени (27.04.1957) — «за успехи, достигнутые в деле развития массового физкультурного движения в стране, повышения мастерства советских спортсменов, и успешное выступление на международных соревнованиях».
Скончался 22 ноября 2007 года в Москве. Похоронен на Хованском кладбище.